# Сен-Пьер, Жорж
 Жорж Сен-Пьер (фр. Georges St-Pierre; МФА [ʒɔʁʒ sɛ̃ pjɛʁ]; род. 19 мая 1981) — канадский боец смешанных боевых искусств. Бывший трехкратный чемпион UFC. Сен-Пьер общепризнанно считается одним из лучших бойцов ММА в мире: крупнейшие издания, освещающие ММА, единогласно признают его лучшим в полусреднем весе и в числе лучших бойцов независимо от весовой категории (англ. pound-for-pound). В 2008 и 2009 годах Сен-Пьер был лучшим спортсменом года в Канаде, а также получил звание лучшего бойца года по версии журнала Wrestling Observer в 2009. Также был внесён в зал славы UFC.

## Биография
Родился 19 мая 1981 года в Сент-Исидор, Квебек, Канада. Был самым старшим из детей, имеет двух сестер. У него было тяжёлое детство: в школе у него могли украсть одежду и деньги. Он начал изучать кёкусинкай-карате в семь лет, чтобы защитить себя от школьных хулиганов. Он взялся за бразильское Джиу-джитсу после того, как его учитель по карате умер, а также занимался боксом. Перед тем как стать профессионалом в смешанных единоборствах, Сен-Пьер работал вышибалой в Монреальском ночном клубе «Fuzzy Brossard» на Южном побережье и мусорщиком в течение 6 месяцев, чтобы оплатить школьное обучение. На протяжении более чем пятнадцати лет тренировался у чемпиона СССР по вольной борьбе Виктора Зильбермана.
Жорж тренировался со многими группами в разных спортзалах на протяжении своей бойцовской карьеры. Перед боем с Би Джей Пенном на UFC 58 он тренировался в Академии Джиу-джитсу Рензо Грейси в Нью-Йорке. 21 июля 2006 года Сен-Пьер получил коричневый пояс по бразильскому джиу-джитсу от Рензо Грейси после завоевания пурпурного пояса на Brazilian Top Team Canada с помощью Фабио Оланда, который секундировал его ранние бои. На данный момент Жорж имеет чёрный пояс по бразильскому джиу-джитсу.
Недавно он начал тренироваться с Рашадом Эвансом (Rashad Evans), Нейтаном Маркуордом (Nathan Marquardt), Китом Джардином (Keith Jardine) и многими другими в команде Грега Джексона «Submission Fighting Gaidojutsu» в Нью-Мехико. Некоторые из учеников Грега также сопровождали Жоржа в Монреаль, чтобы тренироваться в спортзале Tristar, включая Кита Джардина, Нейтана Маркуорда, Доналда «Ковбоя» Cерроне и Рашада Эванса. В настоящее время Сен-Пьера тренирует тренер по муай-тай «Кру» Фил Нёрс в нью-йоркском вате. Его тренер по силовой подготовке и выносливости — Джонатан Чеймберг, центр фитнеса JSPORT. Главный тренер Жоржа — Фирас Захаби, спортзал Tristar, который секундировал многие его последние схватки.
В сентябре 2008 года он заработал чёрный пояс по бразильскому джиу-джитсу у Бруно Фернандеса.
Жорж страдает акрофобией, поэтому не любит летать на самолётах.
В апреле 2012 года присоединился к команде покер рума 888poker. С тех пор представляет данный покер рум на различных реальных событиях и снимается в рекламе. Призовые деньги с турниров по покеру, в которых принимает участие, жертвует в фонд борьбы с хулиганством.

## Ранняя карьера
Сен-Пьер мечтал стать UFC чемпионом c того момента, как посмотрел бои Ройса Грейси в 1993 году на UFC 1. Первый свой любительский бой Жорж провел в возрасте 16 лет. Он вспоминал: «Когда я выиграл свой первый MMA любительский бой, мне было 16 лет, и я побил парня, которому было 25. Я был всего лишь бойцом Кёкусинкай-карате, а тот парень, думаю, был боксёром. В то время мои навыки в партере были жалкими, я совсем ничего не знал про партер». Сен-Пьер выиграл этот бой нокаутом, проведя несколько лоу-киков и затем хай-кик в голову.
Профессиональный дебют Сен-Пьера состоялся против Ивана Менхивара, канадца сальвадорского происхождения, и закончился победой техническим нокаутом в первом раунде. Жорж продолжил побеждать в следующих трёх боях, дебютировав 29 ноября 2003 года в ТКО 14 против Пита Спрэтта. Он нанёс Спрэтту поражение в первом раунде с помощью удушающего приёма.

## Карьера в UFC
Жорж совершил свой дебют в восьмиугольнике на UFC 46, где одолел Каро Парисяна (Karo Parisyan) единогласным решением. Его следующий бой в UFC был против Джея Гироны (Jay Hieron) на UFC 48. Жорж нанес ему поражение техническим нокаутом (ударами) на 1 минуте 42 секунде (1:42) первого раунда.
Следуя за второй немедленной победой на UFC, он встретился с Мэттом Хьюзом (Matt Hughes) на UFC 50 за титул в полусреднем весе. Несмотря на конкурирующую игру против гораздо более опытного бойца, Сен-Пьер был побежден болевым приемом «рычаг» (armbar — рычаг локтя) за секунду до конца первого раунда. Это был первый проигрыш в карьере Жоржа, и после он признал, что был напуган, когда шёл на титульный бой против Хьюза.
Сен-Пьер оправился от поражения в бою с Хьюзом, победив Дейва Штрассера (Dave Strasser) на ТКО 19 в первом раунде с помощью болевого приема «кимура». Затем он вернулся на UFC, чтобы встретиться с Джейсоном Миллером (Jason Miller) на UFC 52, и победил его болевым приемом .
С такой движущей силой, Сен-Пьер соответствовал бою против топового соперника Франка Тригга (Frank Trigg) на UFC 54. Жорж контролировал бой и, в конце концов, загнал его в удушающий меньше чем за одну минуту после начала первого раунда. Затем он встретился на UFC 56 с будущим чемпионом в легком весе Шоном Шерком (Sean Sherk). На половине второго раунда Сен-Пьер стал вторым бойцом победившим Шерка, и первым отправившим его в технический нокаут.
На UFC 58 Жорж победил бывшего UFC чемпиона во втором полусреднем весе, и текущего чемпиона в легком весе Би Джей Пенна (B.J. Penn), чтобы стать кандидатом номером один на титул во втором полусреднем весе по версии UFC. Сен-Пьер выиграл матч решением, при котором голоса разделились, и взялся за реванш с тогдашним чемпионом Мэттом Хьюзом на UFC 63, 23 сентября 2006 года. Однако Жорж был вынужден отозвать матч из-за паховой травмы, и был заменен Би Джей Пенном, которого он одолел в марте. UFC объявил позже, что у Сен-Пьера будет возможность драться за титул, когда его травма будет полностью излечена.
21 февраля 2019 года объявил о завершении карьеры бойца.

## Титулы и достижения
- Ultimate Fighting Championship
  - Чемпион UFC в полусреднем весе (два раза)
  - Девять успешных защит титула
  - Временный чемпион UFC в полусреднем весе (один раз)
  - Чемпион UFC в среднем весе (один раз)
  - Обладатель премии «Лучший бой вечера» (четыре раза) против Джон Фитч, Джош Косчек, Карлос Кондит, Джонни Хендрикс
  - Обладатель премии «Лучший нокаут вечера» (один раз) против Мэтт Хьюз
  - Обладатель премии «Болевой приём вечера» (один раз) против Мэтт Хьюз
  - Обладатель премии «Выступление вечера» (один раз) против Майкл Биспинг

## Статистика в профессиональном ММА
| Боёв 28  | Побед 26 | Поражений 2 |
| -------- | -------- | ----------- |
| Нокаутом | 8        | 1           |
| Сдачей   | 6        | 1           |
| Решением | 12       | 0           |

| Результат | Рекорд | Соперник         | Способ                                  | Турнир                 | Дата            | Раунд | Время | Место                | Примечание |
| --------- | ------ | ---------------- | --------------------------------------- | ---------------------- | --------------- | ----- | ----- | -------------------- | --- |
| Победа    | 26-2   | Майкл Биспинг    | Сдача (удушение сзади)                  | UFC 217                | 4 ноября 2017   | 3     | 4:23  | Нью-Йорк, США        | Дебют в среднем весе. Завоевал титул чемпиона UFC в среднем весе. «Выступление вечера» (1)                           |
| Победа    | 25-2   | Джони Хендрикс   | Раздельное решение                      | UFC 167                | 16 ноября 2013  | 5     | 5:00  | Лас-Вегас, США       | Защитил (9) титул чемпиона UFC в полусреднем весе. «Лучший бой вечера» (4)                                           |
| Победа    | 24-2   | Ник Диас         | Единогласное решение                    | UFC 158                | 16 марта 2013   | 5     | 5:00  | Монреаль, Канада     | Защитил (8) титул чемпиона UFC в полусреднем весе                                                                    |
| Победа    | 23-2   | Карлос Кондит    | Единогласное решение                    | UFC 154                | 17 ноября 2012  | 5     | 5:00  | Монреаль, Канада     | Защитил (7) титул чемпиона UFC в полусреднем весе и объединил с титулом временного чемпиона. «Лучший бой вечера» (3) |
| Победа    | 22-2   | Джейк Шилдс      | Единогласное решение                    | UFC 129                | 30 апреля 2011  | 5     | 5:00  | Торонто, Канада      | Защитил (6) титул чемпиона UFC в полусреднем весе. Установил рекорд по количеству защит титула в полусреднем весе    |
| Победа    | 21-2   | Джош Косчек      | Единогласное решение                    | UFC 124                | 11 декабря 2010 | 5     | 5:00  | Монреаль, Канада     | Защитил (5) титул чемпиона UFC в полусреднем весе. «Лучший бой вечера» (2)                                           |
| Победа    | 20-2   | Дэн Харди        | Единогласное решение                    | UFC 111                | 27 марта 2010   | 5     | 5:00  | Ньюарк, США          | Защитил (4) титул чемпиона UFC в полусреднем весе                                                                    |
| Победа    | 19-2   | Тиагу Алвис      | Единогласное решение                    | UFC 100                | 11 июля 2009    | 5     | 5:00  | Лас-Вегас, США       | Защитил (3) титул чемпиона UFC в полусреднем весе                                                                    |
| Победа    | 18-2   | Би Джей Пенн     | TKO (остановка по решению тренеров)     | UFC 94                 | 31 января 2009  | 4     | 5:00  | Лас-Вегас, США       | Защитил (2) титул чемпиона UFC в полусреднем весе                                                                    |
| Победа    | 17-2   | Джон Фитч        | Единогласное решение                    | UFC 87                 | 9 августа 2008  | 5     | 5:00  | Миннеаполис, США     | Защитил (1) титул чемпиона UFC в полусреднем весе. «Лучший бой вечера» (1)                                           |
| Победа    | 16-2   | Мэтт Серра       | TKO (удары коленом в корпус)            | UFC 83                 | 19 апреля 2008  | 2     | 4:45  | Монреаль, Канада     | Завоевал титул чемпиона UFC в полусреднем весе.                                                                      |
| Победа    | 15-2   | Мэтт Хьюз        | Сдача (рычаг локтя)                     | UFC 79                 | 29 декабря 2007 | 2     | 4:54  | Лас-Вегас, США       | Завоевал титул временного чемпиона UFC в полусреднем весе. «Болевой приём вечера» (1)                                |
| Победа    | 14-2   | Джош Косчек      | Единогласное решение                    | UFC 74                 | 25 августа 2007 | 5     | 5:00  | Лас-Вегас, США       | |
| Поражение | 13-2   | Мэтт Серра       | TKO (удары)                             | UFC 69                 | 7 апреля 2007   | 1     | 3:25  | Хьюстон, США         | Утратил титул чемпиона UFC в полусреднем весе.                                                                       |
| Победа    | 13-1   | Мэтт Хьюз        | KO (удар ногой в голову и удары руками) | UFC 65                 | 18 ноября 2006  | 2     | 1:25  | Сакраменто, США      | Завоевал титул чемпиона UFC в полусреднем весе. «Лучший нокаут вечера» (1)                                           |
| Победа    | 12-1   | Би Джей Пенн     | Раздельное решение                      | UFC 58                 | 4 марта 2006    | 3     | 5:00  | Лас-Вегас, США       | Бой за статус претендента на титул чемпиона UFC в полусреднем весе                                                   |
| Победа    | 11-1   | Шон Шерк         | TKO (удары руками и локтями)            | UFC 56                 | 19 ноября 2005  | 2     | 2:53  | Лас-Вегас, США       | |
| Победа    | 10-1   | Фрэнк Тригг      | Сдача (удушение сзади)                  | UFC 54                 | 20 августа 2005 | 1     | 4:09  | Лас-Вегас, США       | |
| Победа    | 9-1    | Джейсон Миллер   | Единогласное решение                    | UFC 52                 | 16 апреля 2005  | 3     | 5:00  | Лас-Вегас, США       | |
| Победа    | 8-1    | Дэйв Страссер    | Сдача (кимура)                          | TKO 19: Rage           | 29 января 2005  | 1     | 1:52  | Монреаль, Канада     | Защитил титул (2) чемпиона UCC в полусреднем весе. Позже снова подписал контракт с UFC                               |
| Поражение | 7-1    | Мэтт Хьюз        | Сдача (рычаг локтя)                     | UFC 50                 | 22 октября 2004 | 1     | 4:59  | Атлантик-Сити, США   | Бой за титул чемпиона UFC в полусреднем весе                                                                         |
| Победа    | 7-0    | Джей Хирон       | TKO (удары)                             | UFC 48                 | 19 июня 2004    | 1     | 1:42  | Лас-Вегас, США       | |
| Победа    | 6-0    | Каро Парисян     | Единогласное решение                    | UFC 46                 | 31 января 2004  | 3     | 4:45  | Лас-Вегас, США       | |
| Победа    | 5-0    | Пит Спратт       | Сдача (удушение сзади)                  | TKO 14: Road Warriors  | 29 ноября 2003  | 1     | 3:40  | Викториавилл, Канада | |
| Победа    | 4-0    | Томас Денни      | TKO (остановка по решению врача)        | UCC 12: Adrenaline     | 25 января 2003  | 2     | 4:45  | Монреаль, Канада     | |
| Победа    | 3-0    | Трэвис Гэлбрайт  | TKO (удары локтями)                     | UCC 11: The Next Level | 11 октября 2002 | 1     | 2:03  | Монреаль, Канада     | Защитил (1) титул чемпиона UCC в полусреднем весе                                                                    |
| Победа    | 2-0    | Джастин Бракманн | Сдача (рычаг локтя)                     | UCC 10: Battles        | 15 июня 2002    | 1     | 3:53  | Гатино, Канада       | Завоевал титул чемпиона UCC в полусреднем весе                                                                       |
| Победа    | 1-0    | Иван Менхивар    | TKO (удары)                             | UCC 7: Bad Boyz        | 25 января 2002  | 1     | 4:50  | Монреаль, Канада     | |

## Фильмография
| Год  |   | Русское название              | Оригинальное название               | Роль          |
| ---- | - | ----------------------------- | ----------------------------------- | ------------- |
| 2009 | ф | Смертоносный воин             | Death Warrior                       | Шаман         |
| 2009 | ф | Никогда не сдавайся           | Never Surrender                     | Жорж          |
| 2014 | ф | Первый мститель: Другая война | Captain America: The Winter Soldier | Жорж Батрок   |
| 2016 | ф | Кикбоксер                     | Kickboxer                           | Кави          |
| 2017 | ф | Убийство Салазара             | Killing Salazar                     | Бруно Синклер |
| 2021 | с | Сокол и Зимний солдат         | The Falcon and the Winter Soldier   | Жорж Батрок   |

## Наследие
В канадском городе Сент-Изидор в июне 2021 года был открыт памятник Сент-Пьеру, который получил название GSP, сквер вокруг памятника также получил имя канадского бойца.